# Kolšov
Kolšov (deutsch: Kolleschau) ist eine Gemeinde in Tschechien. Sie liegt sieben Kilometer südlich von Šumperk und gehört dem Okres Šumperk an.

## Geographie
Kolšov befindet sich in den Ausläufern der Úsovská vrchovina (Ausseer Hügelland) am Rande der Mohelnická brázda (Müglitzer Furche). Der liegt linksseitig der March anderthalb Kilometer südöstlich der Einmündung der Desná. Nordöstlich erhebt sich die Skalka (444 m) und im Süden die Markovice (Hoher Steinberg, 475 m).
Nachbarorte sind Sudkov im Norden, Dolní Studénky und Králec im Nordosten, Dlouhomilov im Osten, Brníčko und Dolní Brníčko im Südosten, Kopanice und Lesnice im Süden, Nový Dvůr und Zábřeh im Südwesten, Pazderna und Postřelmov im Westen sowie Bludovský Mlýn im Nordwesten.

## Geschichte
Die erste schriftliche Erwähnung von Kolšov erfolgte im Jahre 1356 im Zusammenhang mit den Brüdern Bohunek und Dětmar von Kolšova und Závořice. Kolšov war zu dieser Zeit geteilt, beide Hälften gehörten dem Geschlecht von Kolšova. Zum Ende des 14. Jahrhunderts bestanden im Dorf zwei Festen. 1420 wurden beide Teile vereinigt. Johann Tunkl von Drahanowitz, der 1434 Brníčko erworben hatte, erweiterte seinen Besitz bald darauf um die Güter in Kolšov. Die seit 1384 nachweisbare Obere Feste wurde danach wahrscheinlich aufgegeben. Während der Machtkämpfe zwischen Georg von Podiebrad und Matthias Corvinus wurde die Gegend zwischen 1468 und 1471 von ungarischen und deutschen Heeren heimgesucht und geplündert. Dabei wurde auch die benachbarte Burg Brníčko und beide Festen in Kolšov zerstört. 1480 schloss Georg Tunkl von Brníčko die untere Feste mit dem Hof der Herrschaft Zábřeh zu. Zum Ende des 16. Jahrhunderts bildete Kolšov wieder ein selbständiges Gut, das den Bukuvky von Bukuvka gehörte, die auch die Güter Johrnsdorf und Krumpisch besaßen. Im Hufenregister von 1677 sind für Kolšov 12 Anwesen ausgewiesen. 1689 erwarben die Liechtensteiner den Hof und schlugen ihn der Herrschaft Zábřeh zu. Danach erlosch auch die Untere Feste und wurde zu einem Wirtschaftsgebäude umgewandelt. 1834 bestand das Dorf aus 17 Häusern und hatte 176 Einwohner.
Nach der Aufhebung der Patrimonialherrschaften bildete Kolšov / Kolleschau ab 1850 eine politische Gemeinde im Bezirk Hohenstadt. 1864 nahm der Mährisch Schönberger Unternehmer Ignaz Seidl an Stelle der nordwestlich des Dorfes gelegenen Zautker Mühle eine mechanische Spinnerei in Betrieb. Ein Teil der Bewohner verdiente sich in der Fabrik einen Lebensunterhalt. Im Jahre 1883 entstand eine Dorfschule. Kolšov bestand im Jahre 1900 aus 46 Häusern und hatte 391 Einwohner. In den Jahren 1922 bis 1923 erfolgte im Zuge der Bodenreform der Verkauf des größten Teils des Liechtensteinischen Hofes an Kleinbauern. 1930 lebten in dem Dorf 484 Menschen, davon waren vier Deutsche.
Nach dem Münchner Abkommen wurde der Ort 1938 dem Deutschen Reich zugeschlagen und gehörte bis 1945 zum Landkreis Hohenstadt. 1939 hatte Kolleschau 543 Einwohner. Nach dem Ende des Zweiten Weltkrieges kam die Gemeinde zur Tschechoslowakei zurück und mehrere Familie zogen in die Grenzgebiete fort.
1950 bestand das Dorf aus 100 Häusern und hatte 489 Einwohner. Nach der Auflösung des Okres Zábřeh kam die Gemeinde mit Beginn des Jahres 1961 zum Okres Šumperk. 1991 hatte Kolšov 723 Einwohner und bestand aus 188 Wohnhäusern.

## Gemeindegliederung
Für Gemeinde Kolšov sind keine Ortsteile ausgewiesen.

## Sehenswürdigkeiten
- Ruine der gotischen Burg Brníčko, südöstlich des Dorfes
- Kapelle des hl. Martin, errichtet 1820
- denkmalgeschützter Bauernhof aus dem Jahre 1845 mit 1869 erbauten Ausgedingehaus
- Zigeunerbuche